# Listy do M. (seria)
Listy do M. – seria filmów bożonarodzeniowych, w obsadzie w której znajdują się m.in.: Tomasz Karolak, Agnieszka Dygant, Piotr Adamczyk, Wojciech Malajkat.

## Premiery kinowe
| Chronologia | Tytuł                            | Premiera kinowa   | Reżyseria       | Scenariusz                           | Przypis     |
| ----------- | -------------------------------- | ----------------- | --------------- | ------------------------------------ | ----------- |
| 1.          | Listy do M.                      | 10 listopada 2011 | Mitja Okorn     | Marcin Baczyński Karolina Szablewska | [ 1 ] [ 2 ] |
| 2.          | Listy do M. 2                    | 13 listopada 2015 | Maciej Dejczer  | Marcin Baczyński Mariusz Kuczewski   | [ 3 ] [ 4 ] |
| 3.          | Listy do M. 3                    | 10 listopada 2017 | Tomasz Konecki  | Marcin Baczyński Mariusz Kuczewski   | [ 5 ]       |
| 4.          | Listy do M. 4                    | 1 lutego 2021     | Patrick Yoka    | Marcin Baczyński Mariusz Kuczewski   | [ 6 ] [ 7 ] |
| 5.          | Listy do M. 5                    | 4 listopada 2022  | Łukasz Jaworski | Marcin Baczyński Mariusz Kuczewski   | [ 8 ]       |
| 6.          | Listy do M. Pożegnania i powroty | 7 listopada 2024  | Łukasz Jaworski | Marcin Baczyński Mariusz Kuczewski   | [ 9 ]       |

## Fabuła
Drogi życiowe kilkunastu osób zmieniają się i wzajemnie krzyżują w czasie świąt Bożego Narodzenia.

## Postacie

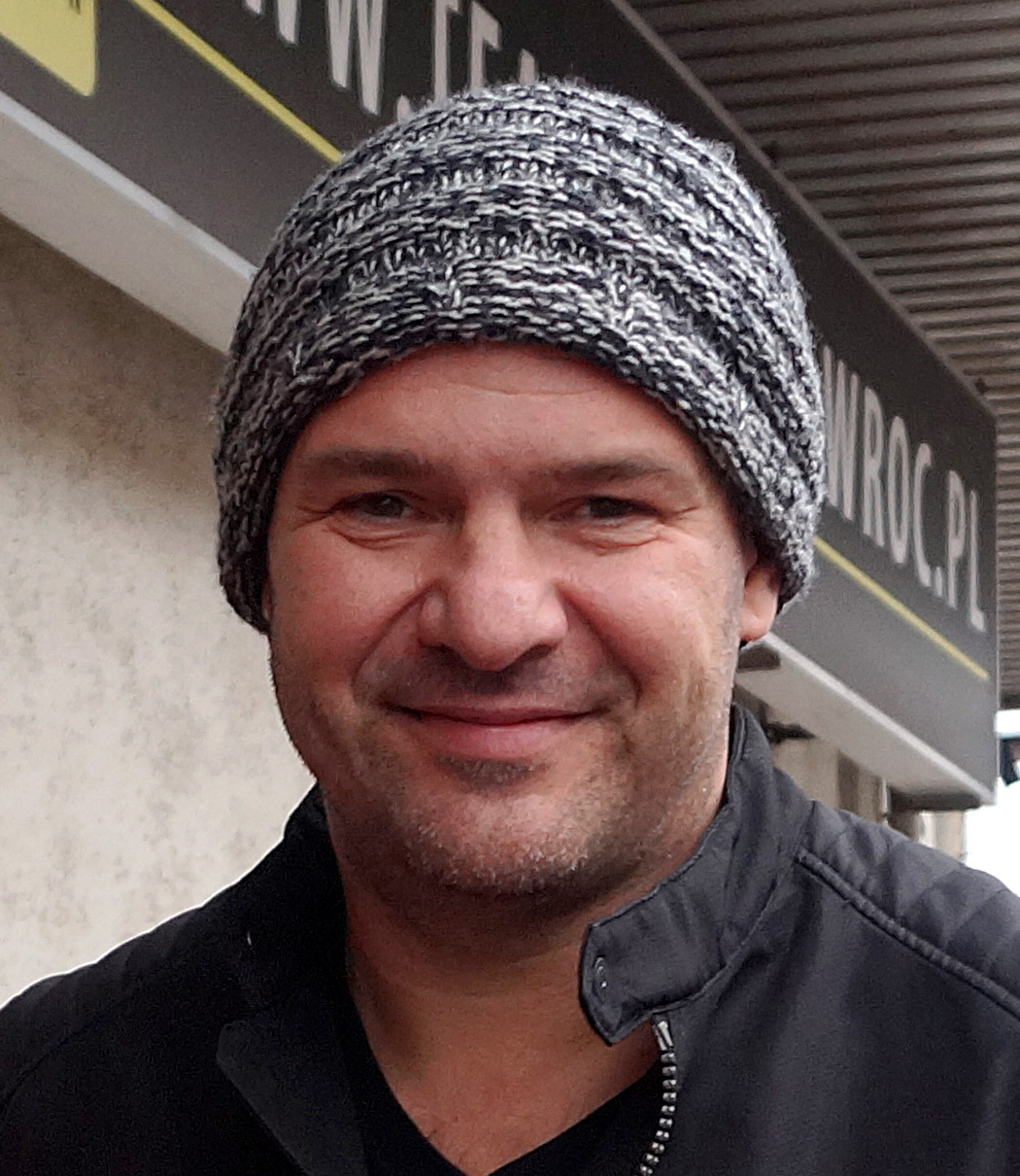
Tomasz Karolak jako Melchior „Mel Gibson”
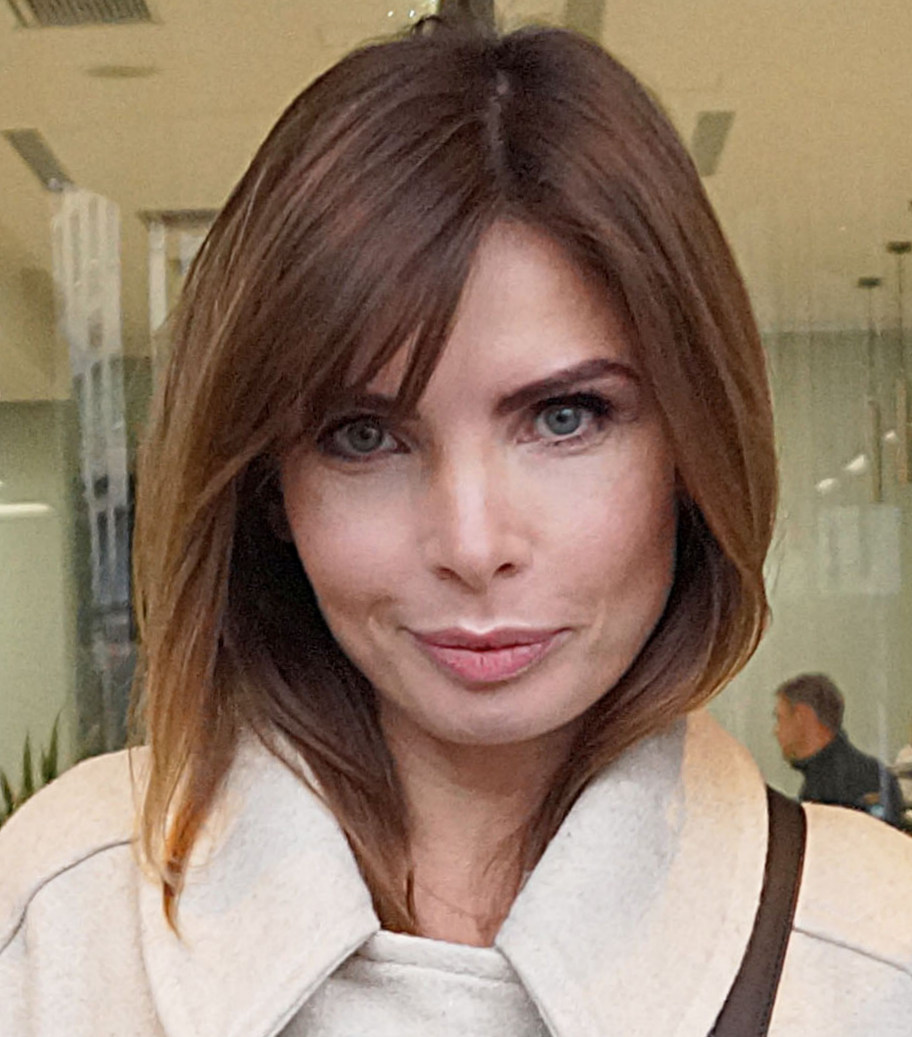
Agnieszka Dygant jako Karina Lisiecka
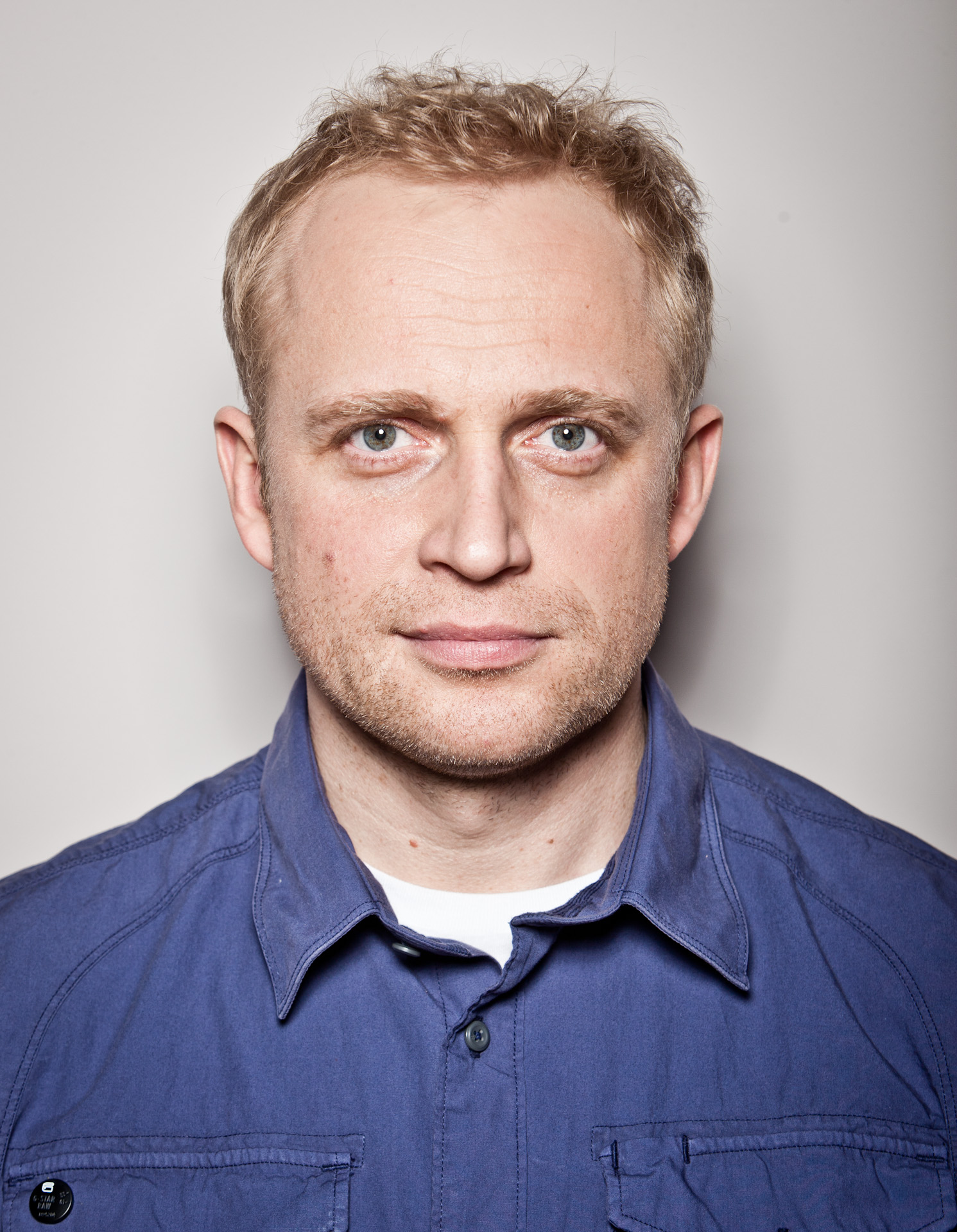
Piotr Adamczyk jako Szczepan Lisiecki
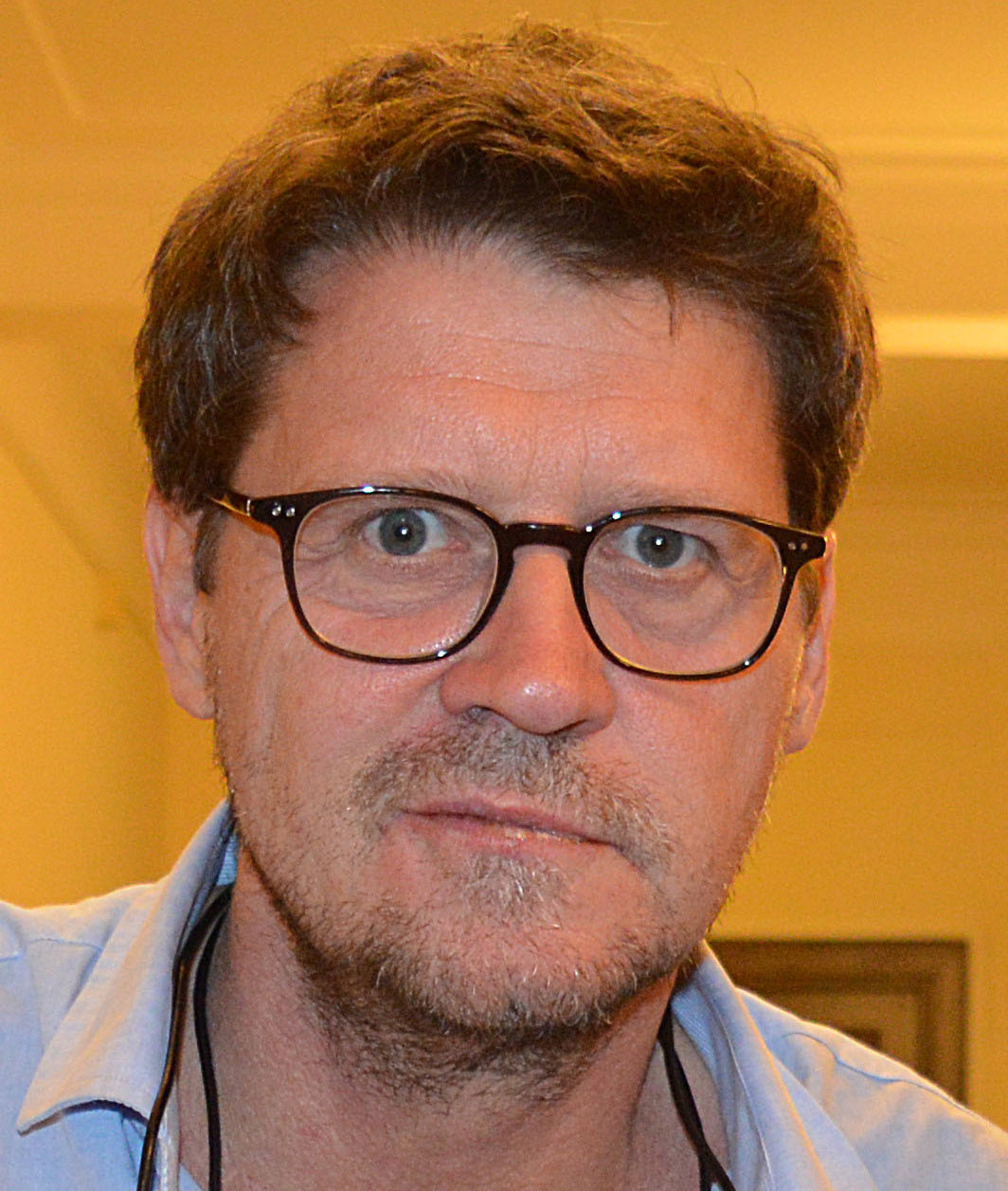
Wojciech Malajkat jako Wojciech Kamiński
Nikodem Rozbicki jako Sebastian
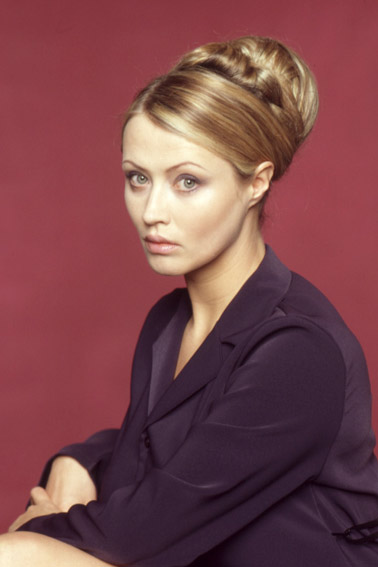
Agnieszka Wagner jako Małgorzata Kamińska
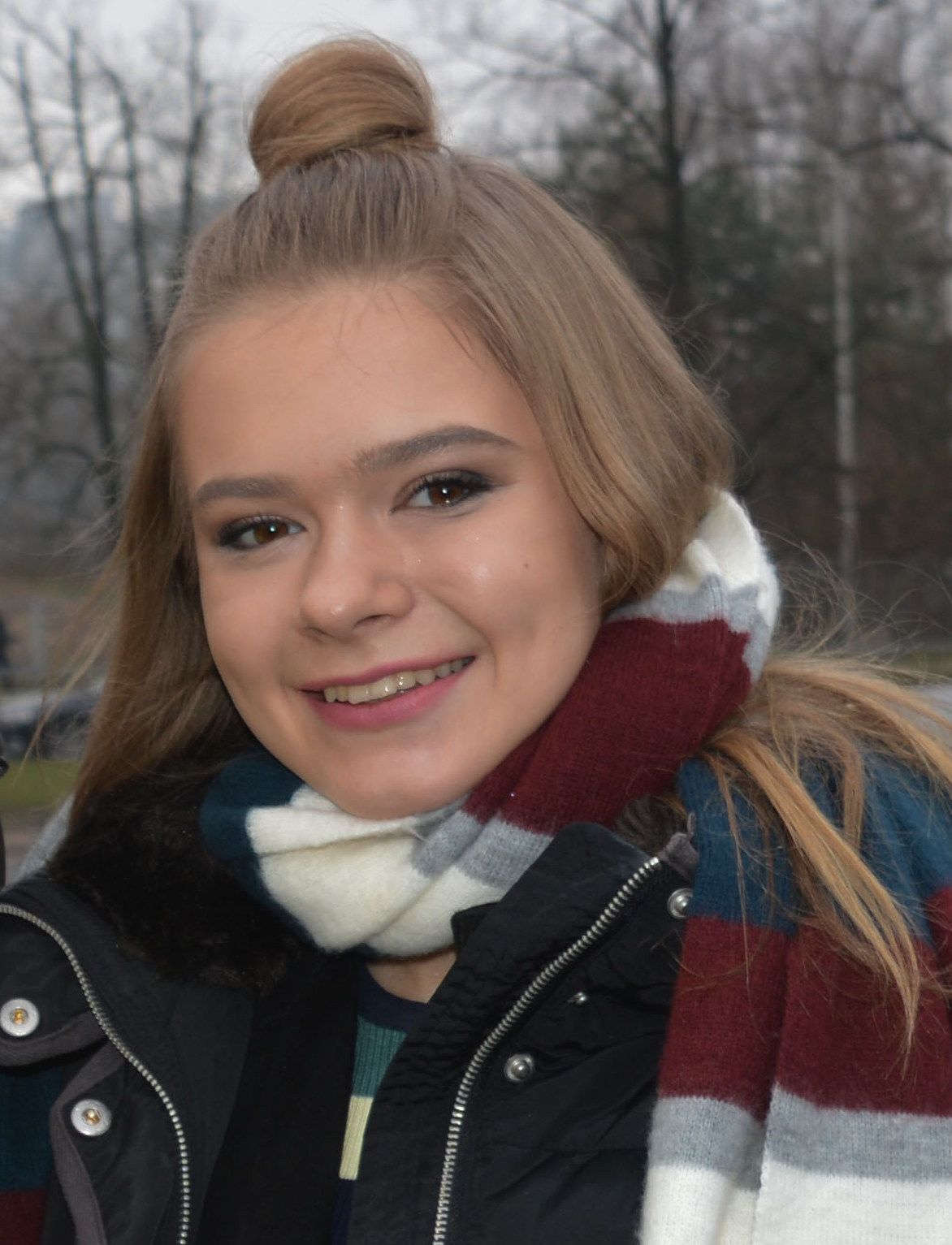
Julia Wróblewska jako Tosia Kamińska
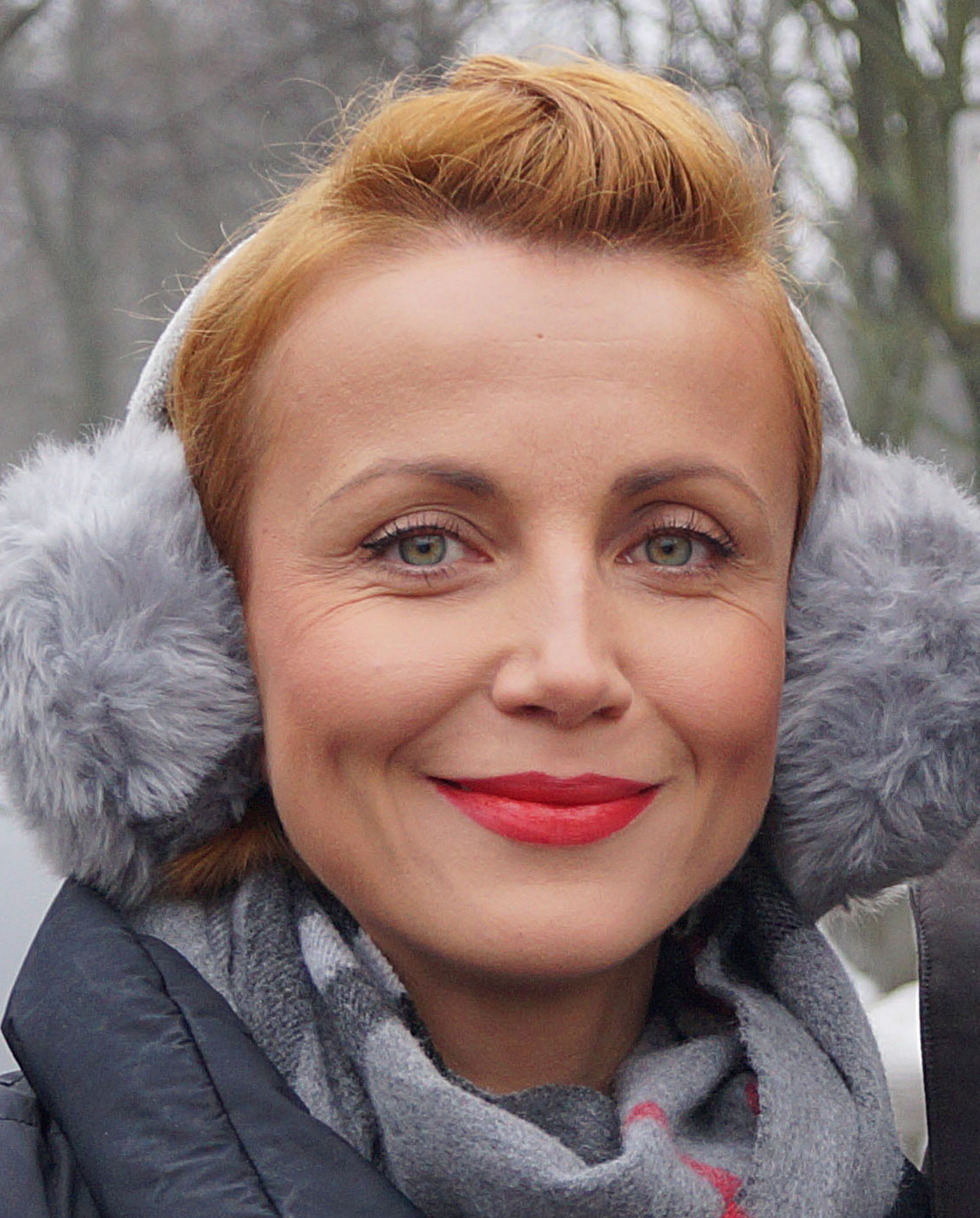
Katarzyna Zielińska jako Betty
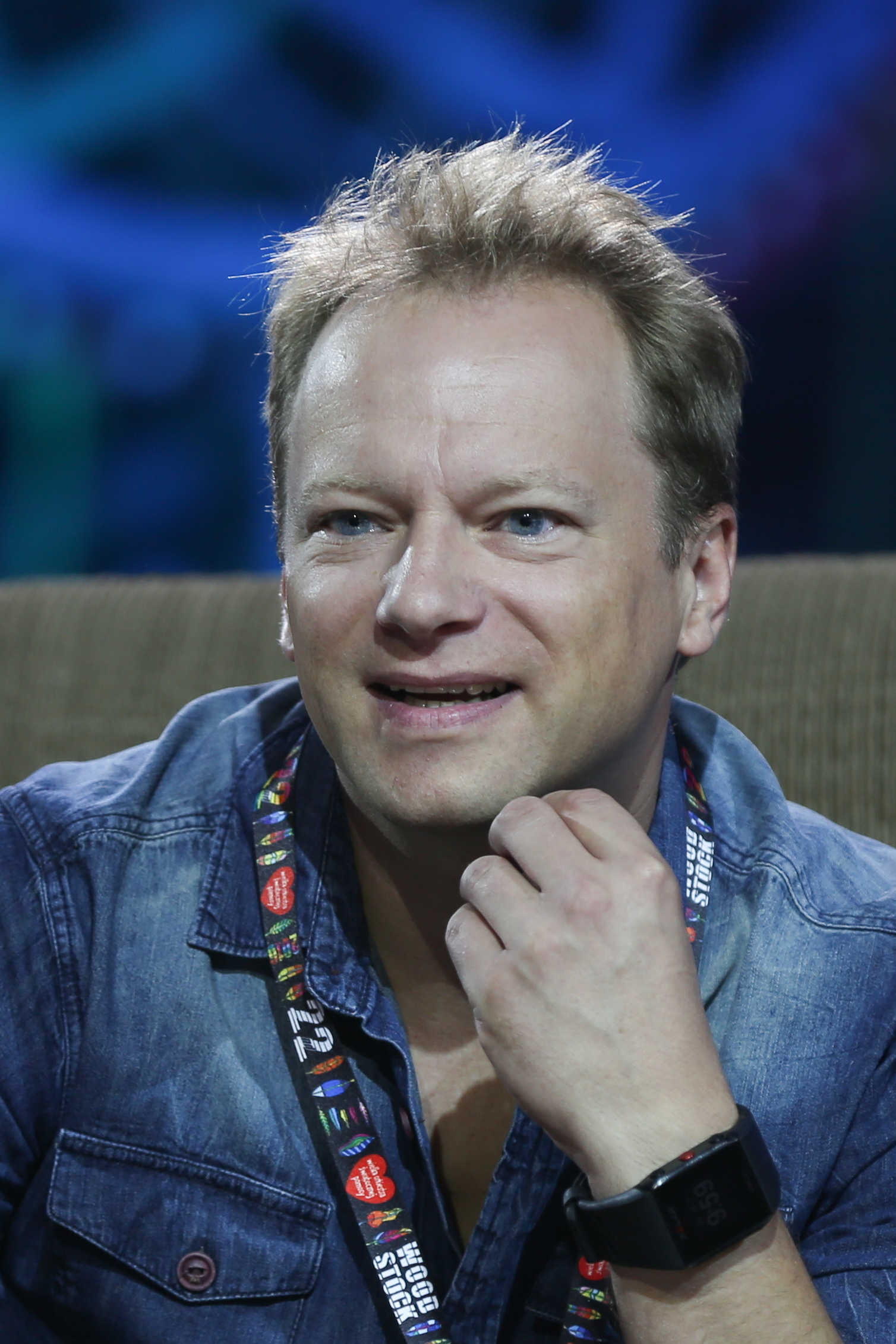
Maciej Stuhr jako Mikołaj Konieczny
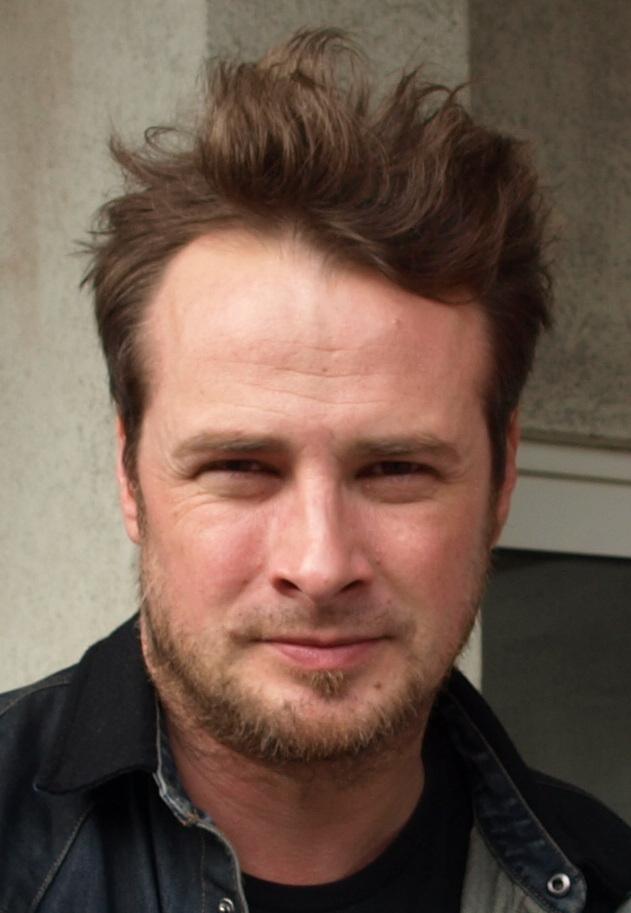
Paweł Małaszyński jako Wladi
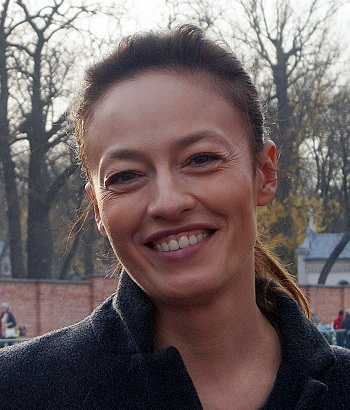
Magdalena Różczka jako Karolina Krawczyk
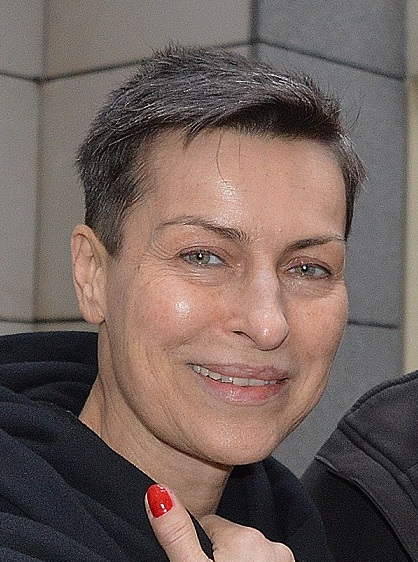
Danuta Stenka jako „Rudolf”
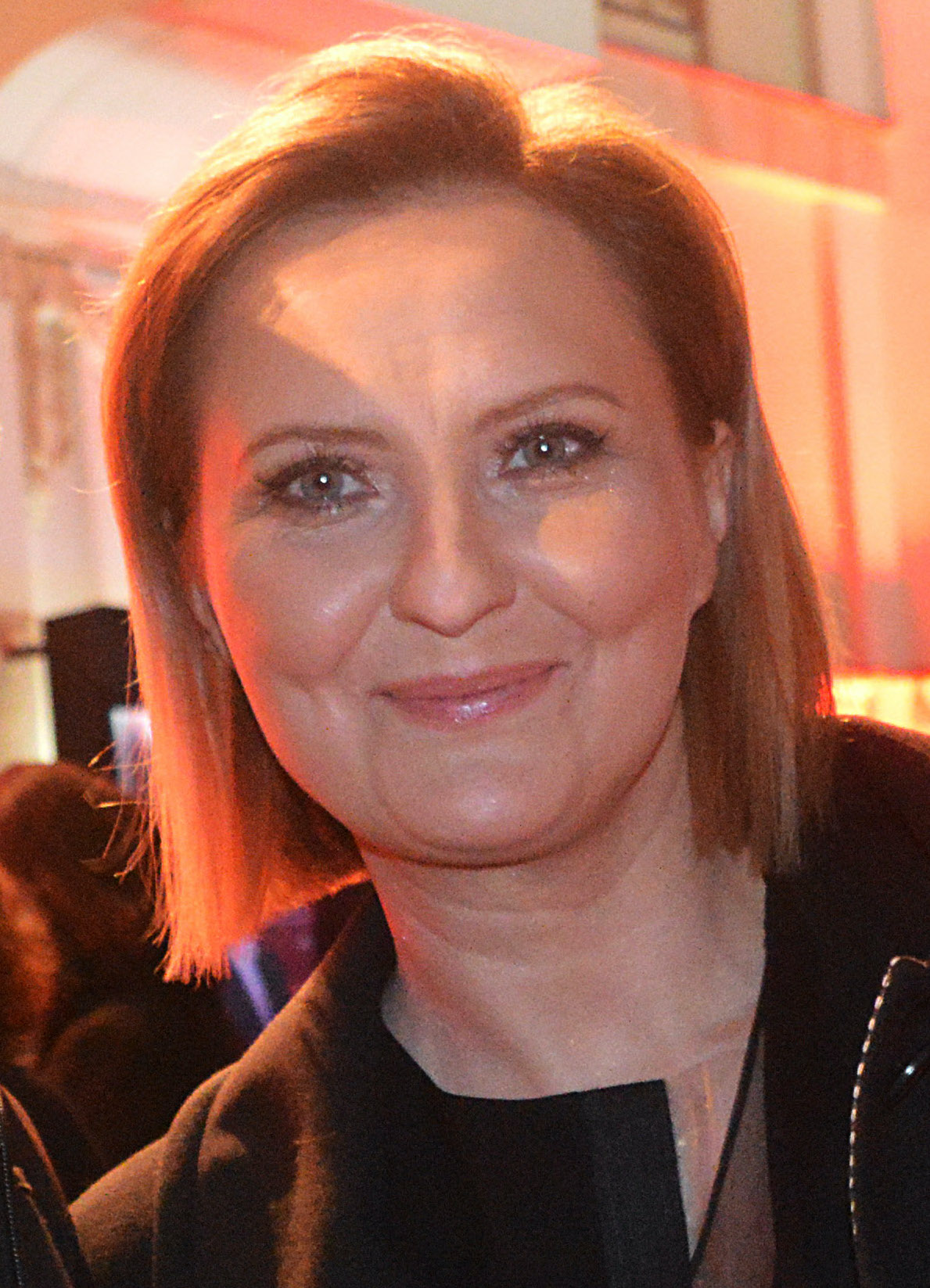
Izabela Kuna jako Agata
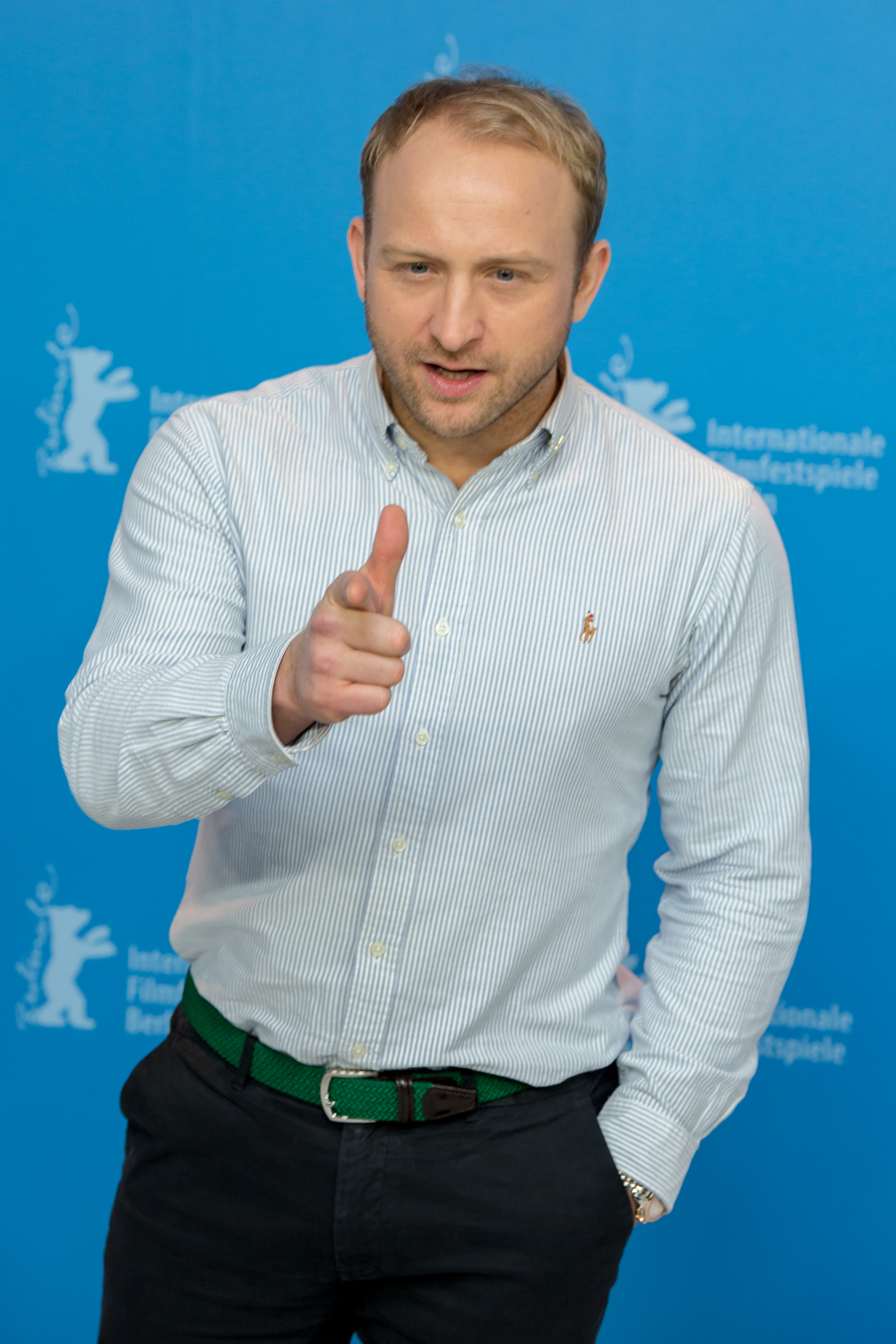
Borys Szyc jako Policjant „Gibon”
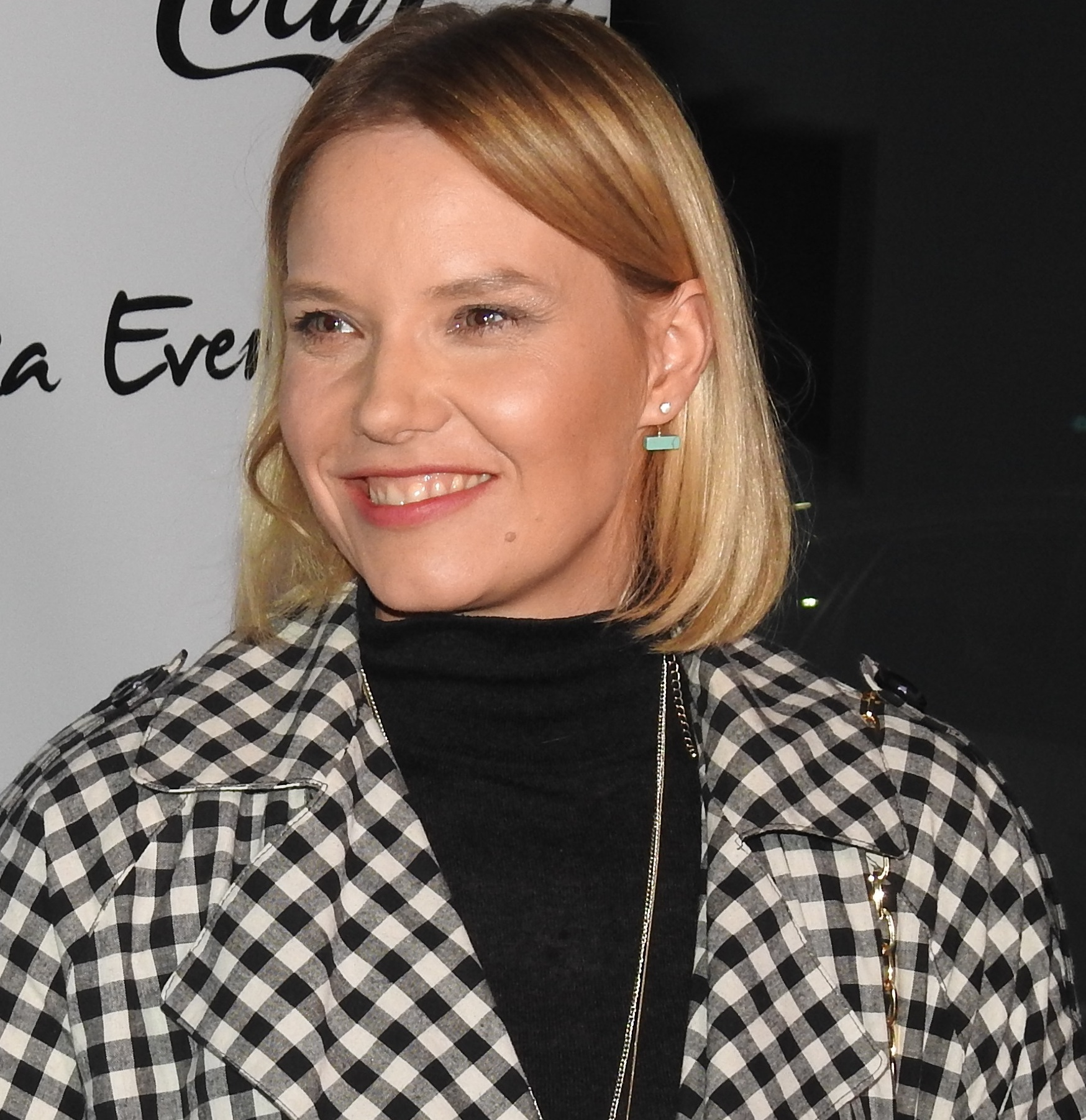
Roma Gąsiorowska-Żurawska jako Doris
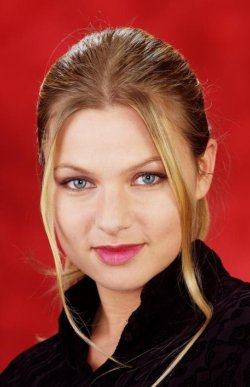
Katarzyna Bujakiewicz jako „Larwa”
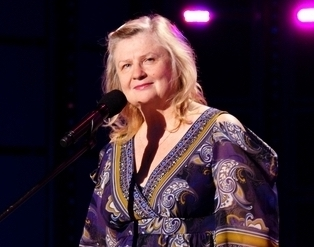
Stanisława Celińska jako Stasia

| Aktor                     | Postać                | Film        | Film          | Film          | Film          | Film          | Film          |
| Aktor                     | Postać                | Listy do M. | Listy do M. 2 | Listy do M. 3 | Listy do M. 4 | Listy do M. 5 | Listy do M. 6 |
| ------------------------- | --------------------- | ----------- | ------------- | ------------- | ------------- | ------------- | ------------- |
| Tomasz Karolak            | Melchior "Mel Gibson" |             |               |               |               |               |               |
| Mateusz Winek             | Kazik                 |             |               |               |               |               |               |
| Agnieszka Dygant          | Karina Lisiecka       |             |               |               |               |               |               |
| Piotr Adamczyk            | Szczepan Lisiecki     |             |               |               |               |               |               |
| Wojciech Malajkat         | Wojciech Kamiński     |             |               |               |               |               |               |
| Anna Matysiak             | Majka Lisiecka        |             |               |               |               |               |               |
| Nikodem Rozbicki          | Sebastian             |             |               |               |               |               |               |
| Agnieszka Wagner          | Małgorzata Kamińska   |             |               | [ 10 ]        |               |               |               |
| Julia Wróblewska          | Tosia Kamińska        |             |               | [ 10 ]        |               |               |               |
| Katarzyna Zielińska       | Betty                 |             |               |               |               |               |               |
| Maciej Stuhr              | Mikołaj Konieczny     |             |               |               |               |               |               |
| Jakub Jankiewicz          | Kostek Konieczny      |             |               |               |               |               |               |
| Paweł Małaszyński         | Wladi                 |             |               |               |               |               |               |
| Marcin Stec               | Tomek                 |             |               |               |               |               |               |
| Magdalena Różczka         | Karolina Krawczyk     |             |               |               |               |               |               |
| Danuta Stenka             | "Rudolf"              |             |               |               |               |               |               |
| Izabela Kuna              | Agata                 |             |               |               |               |               |               |
| Weronika Wachowska        | Dusia                 |             |               |               |               |               |               |
| Borys Szyc                | Policjant "Gibon"     |             |               |               |               |               |               |
| Roma Gąsiorowska-Żurawska | Doris                 |             |               |               |               |               |               |
| Katarzyna Bujakiewicz     | "Larwa"               |             |               |               |               |               |               |
| Stanisława Celińska       | Stasia                |             |               |               |               |               |               |

Uwaga: Wymienieni bohaterowie, którzy wystąpili w co najmniej dwóch filmach

## Premiery w innych krajach
| Film          | Państwo         | Premiera          | Źr.    |
| ------------- | --------------- | ----------------- | ------ |
| Listy do M.   | Peru            | 10 listopada 2011 | [ 12 ] |
| Listy do M.   | Słowenia        | 15 grudnia 2011   | [ 12 ] |
| Listy do M. 3 | Norwegia        | 22 grudnia 2017   | [ 13 ] |
| Listy do M. 3 | Wielka Brytania | 24 listopada 2017 | [ 13 ] |
| Listy do M. 5 | Wielka Brytania | 18 listopada 2022 | [ 14 ] |

## Box office
| Film          | Premiera          | Dochody            | Dochody            | Dochody            |
| Film          | Premiera          | Polska             | Świat              | Łącznie            |
| ------------- | ----------------- | ------------------ | ------------------ | ------------------ |
| Listy do M.   | 10 listopada 2011 | 13 943 941 $       | 12 979 572 $       | 26 923 513 $       |
| Listy do M. 2 | 13 listopada 2015 | 13 482 509 $       |                    | 13 482 509 $       |
| Listy do M. 3 | 10 listopada 2017 | 17 725 599 $       | 764 646 $          | 18 490 245 $       |
| Listy do M. 4 | 5 lutego 2021     | Premiera w Player. | Premiera w Player. | Premiera w Player. |
| Listy do M. 5 | 4 listopada 2022  | 7 091 267 $        | 244 518 $          | 7 335 785 $        |
| Razem         | Razem             | 52 243 316 $       | 13 988 736 $       | 66 232 052 $       |